# Miele di palma
Il miele di palma o sciroppo di palma è un alimento che si ottiene dalla linfa di alcune specie di palma: 
- Phoenix canariensis sull'isola di La Gomera nelle Canarie[1]
- Jubaea chilensis in Cile
- Borassus flabellifer in Asia[2]
- Cocos nucifera nel Pacifico meridionale

## Produzione

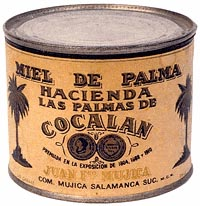

La produzione è simile a quella dello sciroppo d'acero.

La linfa, detta guarapo in spagnolo,  si ottiene incidendo una concavità nella pianta, attraverso la quale fluisce la linfa. L'incisione viene in genere effettuata la sera e la raccolta la mattina seguente perché il sole danneggerebbe il prodotto. In seguito il guarapo viene bollito per molte ore fino a che non diventa uno sciroppo denso di colore marrone scuro.
Dopo 4-5 mesi di raccolta quotidiana da gennaio a giugno, ciascun albero necessita di un periodo di riposo di 5 anni prima di essere sfruttato di nuovo.
Il miele di palma è composto da saccarosio (57%), fruttosio (1%) e glucosio (1%).

## Impieghi
Il miele di palma viene usato per accompagnare dolci, pasticceria e gelati.
Viene molto impiegato nella cucina del sudest asiatico in cui trova impiego per temperare i sapori dei curry speziati.
La linfa stessa può essere usata come bevanda rinfrescante oppure essere fermentata e distillata per produrre alcolici come l'arrak.